# Armi e mezzi dell'Esercito della Federazione Russa
Segue una lista dei mezzi in forza all'Esercito della Federazione Russa, al 2020.

## Artiglieria
| Nome                      | Immagine | Origine                 | Tipo                       | Versione                 | In servizio (al 2020) | Note                                               |  |
| Mortai                    | Mortai   | Mortai                  | Mortai                     | Mortai                   | Mortai                | Mortai                                             |  |
| ------------------------- | -------- | ----------------------- | -------------------------- | ------------------------ | --------------------- | -------------------------------------------------- |  |
| 2B14 Podnos               |          | Unione Sovietica        | mortaio da 82mm            |                          | ≈ 306                 |                                                    |  |
| 2S12 Sani                 |          | Unione Sovietica        | mortaio pesante da 120mm   |                          | ≈ 636                 | in fase di aggiornamento                           |  |
| Artiglieria da campo      |          |                         |                            |                          |                       |                                                    |  |
| 2A29 MT-12 Rapira         |          | Unione Sovietica        | 100mm anti-tank gun        |                          | ≈ 456                 |                                                    |  |
| 2B16 Nona-K               |          | Unione Sovietica        | 120mm howitzer             |                          | ≈ 18                  |                                                    |  |
| 2A18 D-30                 |          | Unione Sovietica        | 122mm howitzer             |                          | ≈ 564                 | 1300 in riserva                                    |  |
| 2A65 Msta-B               |          | Unione Sovietica        | 152mm howitzer             |                          | ≈ 396                 | 600 in riserva                                     |  |
| 2A36 Giatsint-B           |          | Unione Sovietica        | 152mm howitzer             |                          | ≈ 131                 | 1000 in riserva                                    |  |
| Semovente d'artiglieria   |          |                         |                            |                          |                       |                                                    |  |
| 2S1 Gvozdika              |          | Unione Sovietica        | obice semovente da 122mm   |                          | ≈ 130                 | > 1800 in deposito                                 |  |
| 2S34 Chosta               |          | Russia                  | obice semovente da 120mm   |                          | ≈ 54                  |                                                    |  |
| 2S5 Giatsint-S            |          | Unione Sovietica        | obice semovente da 152mm   |                          | 120                   | 750 in deposito                                    |  |
| 2S3 Akatsiya              |          | Unione Sovietica        | obice semovente da 152mm   | 2S3-M1 2S3-M2 2S3-M3     | 600                   | > 750 in deposito, in aggiornamento                |  |
| 2S19 Msta                 |          | Unione Sovietica Russia | obice semovente da 152mm   | Msta-S Msta-SM1 Msta-SM2 | 300                   | 270 in deposito, versione aggiornata in produzione |  |
| 2S35 Koalitsiya-SV        |          | Russia                  | obice semovente da 152mm   |                          | 8                     | sostituisce i primi Msta, in produzione            |  |
| 2S7M Malka                |          | Unione Sovietica        | mortaio semovente da 203mm |                          | 50                    | in aggiornamento                                   |  |
| 2S4 Tyulpan               |          | Unione Sovietica        | mortaio semovente da 240mm |                          | ≈ 8                   | 120 in deposito, in aggiornamento                  |  |
| 2S23 Nona                 |          | Unione Sovietica        | mortaio semovente da 240mm | 2S23 Nona 2S23 Nona-SVK  | ≈ 50                  | in produzione                                      |  |
| Missili tattici balistici |          |                         |                            |                          |                       |                                                    |  |
| Iskander                  |          | Russia                  | Missile balistico          | Iskander-M Iskander-K    | 302                   |                                                    |  |

## Mezzi terrestri
| Nome                                    | Immagine                      | Origine                       |                               | Versione                      | In servizio (2024)            | Note                                                                      |
| Carri armati da combattimento           | Carri armati da combattimento | Carri armati da combattimento | Carri armati da combattimento | Carri armati da combattimento | Carri armati da combattimento | Carri armati da combattimento                                             |
| --------------------------------------- | ----------------------------- | ----------------------------- | ----------------------------- | ----------------------------- | ----------------------------- | ------------------------------------------------------------------------- |
| T-14                                    |                               | Russia                        | carro armato                  | Prototipi/primi esemplari     | 14                            | Produzione sospesa                                                        |
| T-90                                    |                               | Russia                        | carro armato                  | T-90/A T-90M                  | 100 120                       | fino a 4.000 in deposito di tutti i modelli, dal T-55 al T-90             |
| T-80                                    |                               | URSS                          | carro armato                  | T-80BV/U T-80BVM              | 150 100                       |                                                                           |
| T-72                                    |                               | URSS                          | carro armato                  | T-72A/AV/B/BA T-72B3/B3M      | 300 650                       |                                                                           |
| T-64                                    |                               | URSS                          | carro armato                  | T-64A/BV                      | 100                           |                                                                           |
| T-62                                    |                               | URSS                          | carro armato                  | T-62M/MV                      | 200                           |                                                                           |
| T-55                                    |                               | URSS                          | carro armato                  | T-55A                         | 30                            |                                                                           |
| Veicoli da combattimento della fanteria |                               |                               |                               |                               |                               |                                                                           |
| BMP-3                                   |                               | URSS                          | IFV                           | BMP-3/3M                      | 350                           |                                                                           |
| BMP-2                                   |                               | URSS                          | IFV                           | BMP-2/2M                      | 2.100                         |                                                                           |
| BMP-1                                   |                               | URSS                          | IFV                           | BMP-1/1AM                     | 800                           | 2.800 BMP-1/-2 in deposito                                                |
| Veicoli contro-carro                    |                               |                               |                               |                               |                               |                                                                           |
| Kornet-D                                |                               | Russia                        |                               |                               | -                             | 92 in ordine                                                              |
| Kornet-T                                |                               | Russia                        |                               |                               | > 20                          | basati sul BMP-3                                                          |
| Khrizantema                             |                               | Russia                        |                               | Khrizantema-S Khrizantema-SP  | 30                            | basati sul BMP-3                                                          |
| Šturm                                   |                               | URSS                          |                               | Šturm-S Šturm-SM              | 864                           | basati sul MT-LB                                                          |
| Konkurs                                 |                               | URSS                          |                               |                               | 60                            | basati sul BRDM-2                                                         |
| Lanciarazzi Multipli                    |                               |                               |                               |                               |                               |                                                                           |
| BM-21 Grad                              |                               | URSS                          | MLRS da 122mm                 |                               | ≈ 946                         | > 2.200 in deposito, in corso di ritiro dal servizio                      |
| BM-27 Uragan                            |                               | URSS                          | MLRS da 220mm                 |                               | ≈ 286                         | > 90 in deposito                                                          |
| BM-30 Smerch                            |                               | URSS                          | MLRS da 300mm                 |                               | ≈ 30                          | > 100 in deposito                                                         |
| TOS-1                                   |                               | URSS                          | MLRS termobarico da 220mm     | TOS-1 TOS-1A                  | ≈ 45                          |                                                                           |
| 9A52-4 Tornado                          |                               | Russia                        | MLRS da 122 mm/220 mm/300 mm  |                               | > 153                         | sostituisce i BM-21 Grad                                                  |
| Tornado-S                               |                               | Russia                        | MLRS da 220mm                 |                               | > 20                          |                                                                           |
| Uragan-1M                               |                               | Russia                        | MLRS da 220-300mm             |                               | > 12                          | sostituisce i BM-27 Uragan ed i BM-30 Smerch                              |
| Veicoli trasporto truppe                |                               |                               |                               |                               |                               |                                                                           |
| Kamaz Taifun-K                          |                               | Russia                        | APC                           |                               | 320                           | ulteriori esemplari in ordine                                             |
| Ural Taifun-U                           |                               | Russia                        | APC                           |                               | 180                           | ulteriori esemplari in ordine                                             |
| Kamaz Patrul                            |                               | Russia                        | APC                           |                               | 5                             | ulteriori esemplari in ordine                                             |
| BTR-90                                  |                               | Russia                        | APC                           |                               | 80–139                        | ordini soppressi nel 2011, gli esemplari prodotti sono in servizio attivo |
| BTR-80                                  |                               | Russia                        | APC                           | BTR-80 BTR-82A                | ≈ 1.292                       |                                                                           |
| BTR-70                                  |                               | URSS                          | APC                           |                               | ≈ 95                          |                                                                           |
| BTR-60                                  |                               | URSS                          | APC                           |                               | 17                            | > 3.600 in deposito, in fase di ritiro dal servizio                       |
| MT-LB                                   |                               | URSS                          | APC                           |                               | ≈ 1.493                       | > 5.000 in deposito, in aggiornamento                                     |
| BRDM-2                                  |                               | URSS                          | APC                           |                               | 1.000                         | 1.000 in deposito, in fase di dismissione                                 |
| Bulat                                   |                               | Russia                        | APC                           |                               | 65                            |                                                                           |
| BMO-T                                   |                               | Russia                        | APC                           |                               | -                             |                                                                           |
| Veicoli da trasporto                    |                               |                               |                               |                               |                               |                                                                           |
| GAZ Tigr                                |                               | Russia                        |                               | Tigr Tigr-M                   | -                             |                                                                           |
| Iveco LMV                               |                               | Italia                        |                               |                               | 418                           | ordini soppressi                                                          |

## Sistemi da difesa aerea
| Nome                                 | Immagine             | Origine              | Tipo                                    | Versione                      | In servizio (al 2020) | Note                          |
| Semoventi anti-aereo                 | Semoventi anti-aereo | Semoventi anti-aereo | Semoventi anti-aereo                    | Semoventi anti-aereo          | Semoventi anti-aereo  | Semoventi anti-aereo          |
| ------------------------------------ | -------------------- | -------------------- | --------------------------------------- | ----------------------------- | --------------------- | ----------------------------- |
| Shilka                               |                      | URSS                 | SPAAG                                   | Shilka Shilka-M               | ≈ 350                 | alcune batch in aggiornamento |
| Tunguska                             |                      | URSS                 | SPAAG                                   | Tunguska-M Tunguska-M1        | ≈ 250                 | in aggiornamento              |
| Sistemi missilistici da difesa aerea |                      |                      |                                         |                               |                       |                               |
| Osa                                  |                      | URSS                 | SAM a corto raggio                      | Osa-AKM                       | ≈ 240                 |                               |
| Strela                               |                      | URSS                 | SAM a corto raggio                      |                               | ≈ 358                 |                               |
| Kub                                  |                      | URSS                 | SAM a medio raggio                      |                               | ≈ 350                 |                               |
| Buk                                  |                      | URSS Russia          | SAM a medio raggio                      | Buk-M1 Buk-M1-2 Buk-M2 Buk-M3 | 378 66 36 30          | Buk-M3 in servizio dal 2016   |
| Tor                                  |                      | URSS Russia          | SAM a medio raggio                      | Tor-M1 Tor-M1-2 Tor-M2        | ≈ 196/ > 116          | Tor-M2 in servizio dal 2016   |
| S-300V                               |                      | URSS Russia          | SAM a lungo raggio / ABM a corto raggio | S-300V S-300V4                | ≈ 2,000               | S-300V4 in servizio dal 2014  |

## UAV
| Nome                 | Immagine | Origine | Tipo         | In servizio (al 2020) | Note                                  |
| -------------------- | -------- | ------- | ------------ | --------------------- | ------------------------------------- |
| Orion                |          | Russia  | UCAV         | 3                     | Medium-altitude long-endurance (MALE) |
| Korsar               |          | Russia  | UCAV         | -                     |                                       |
| Forpost              |          | Russia  | UCAV         | 90                    |                                       |
| Yakovlev Pchela      |          | Russia  | UAV          | 90                    |                                       |
| ZALA 421-08/Strekoza |          | Russia  | UAV          | 400                   |                                       |
| Orlan-10             |          | Russia  | UAV          | > 1.000               |                                       |
| Orlan-30             |          | Russia  | UAV          | -                     |                                       |
| Eleron-10            |          | Russia  | UAV          | -                     |                                       |
| Eleron-3SV           |          | Russia  | UAV          | -                     |                                       |
| Dragonfly            |          | Russia  | UAV          | -                     |                                       |
| DJI Phantom 3        |          | Cina    | UAV          | -                     |                                       |
| Grusha               |          | Russia  | UAV          | -                     |                                       |
| Granat               |          | Russia  | UAV          | -                     |                                       |
| Takhion              |          | Russia  | UAV          | -                     |                                       |
| Zastava              |          | Russia  | UAV          | -                     |                                       |
|                      |          | Russia  | UHV          | -                     |                                       |
| ZALA Lancet/Kub      |          | Russia  | UAV kamikaze | > 20                  |                                       |

## UGV
| Nome                 | Immagine | Origine | Tipo                            | Quantità | Note |
| -------------------- | -------- | ------- | ------------------------------- | -------- | ---- |
| MRK-46               |          | Russia  | Robot sminatore                 | -        |      |
| MRK-RKh and MRK-35MA |          | Russia  | Robot NBC                       | -        |      |
| Scarab and Sphere    |          | Russia  | Robot ricognitore               | -        |      |
| Kapitan              |          | Russia  | Robot ricognitore               | -        |      |
| Cobra-1600           |          | Russia  | Robot ricognitore               | -        |      |
| Uran-6               |          | Russia  | Robot sminatore                 | -        |      |
| Platforma-M          |          | Russia  | UGCV                            | -        |      |
| MRK-3                |          | Russia  | UGCV                            | -        |      |
| Argo                 |          | Russia  | UGCV                            | -        |      |
| Uran-9               |          | Russia  | UGCV                            | 20       |      |
| Uran-14              |          | Russia  | Veicolo del genio multifunzione | -        |      |